# Dendrocronología

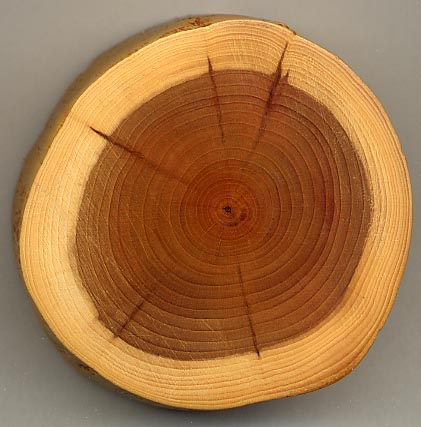
Anillos de crecimiento en un tejo (Taxus baccata)

La dendrocronología (del griego δένδρον, dendron, árbol, χρόνος, crónos, tiempo, y λόγος, logos, estudio) es la ciencia que se ocupa de la datación de los anillos de crecimiento de las plantas arbóreas y arbustivas leñosas. Basada en el patrón de crecimiento de anillos, la dendrocronología analiza patrones espaciales y temporales de procesos biológicos, físicos o culturales.
Esta técnica la desarrolló inicialmente, durante el siglo XX, A. E. Douglass, fundador del Laboratorio de Investigación de los Anillos de los Árboles, en la Universidad de Arizona. Gracias a ella, es posible fechar en forma aproximada la edad de la madera y, de modo aún más impreciso, la evolución del clima en el pasado reciente. es muy importante
El proceso ha sido utilizado también para establecer la edad de Ming, el nombre por el cual se conoce el animal más longevo del que se tenga registro, una almeja de Islandia (Arctica islandica).

## Antecedentes históricos
Teofrasto (322 a. C.), en su libro De historia plantarum (Historia de las plantas), fue el primero en mencionar la existencia de los anillos de árboles y el hecho de que se formen anualmente, aunque esto último no fue aceptado por los botánicos modernos sino hasta principios del siglo XIX. En el siglo XV, Leonardo da Vinci reconoció la relación entre los anillos y las precipitaciones atmosféricas en el periodo vegetativo: “Los anillos en los troncos de árboles cortados muestran los años y, según su espesor, años más o menos secos...”.
El uso de los anillos de crecimiento para datar fenómenos climáticos comenzó en Francia en 1737, con Henri-Louis Duhamel du Monceau y Georges Louis Leclerc, conde de Buffon, y en 1745, en Suecia, con Carlos Linneo, quienes contando los anillos hacia el pasado dataron una fuerte helada ocurrida en 1708-1709, usando sólo un ejemplar. Más tarde, en 1783, Friedrich August Ludwig von Burgsdorf (padre del datación por comparación [cross-dating, en inglés], según R. A. Studhalter) examinó varios ejemplares y llegó a la misma conclusión. En 1827, Alexander Catlin Twining redescubrió este fenómeno. Se dio cuenta de que, durante todo el periodo de su crecimiento, cada árbol lleva un registro de las estaciones, y de que todos los árboles de un mismo lugar «cuentan la misma historia».[cita requerida]
A partir de esa data, varios botánicos comenzaron a estudiar los anillos de árboles como una posible herramienta para conocer la historia de los bosques. En la segunda mitad del siglo XIX, Robert Hartig impulsó enormemente la investigación de la dendrocronología en Europa, gracias a una clara concepción del desarrollo de los anillos a través de un detallado estudio sobre los efectos de las heladas y de los daños por actividad de insectos.[cita requerida]
Sin embargo, la dendrocronología como ciencia debe ser atribuida no a un botánico, sino a un astrónomo: el estadounidense Andrew Ellicott Douglass. A los 27 años, A. E. Douglass trabajaba en el Observatorio Lowell, en Flagstaff, Arizona. Pensaba que la actividad de las manchas solares podía influir sobre el clima en la Tierra, y estaba buscando la relación entre la actividad cíclica de las manchas solares y el comportamiento de las precipitaciones pluviales. En 1914, logró construir una cronología compuesta de 500 años de Pinus ponderosa, y en 1937 fundó el Laboratorio de Investigaciones sobre los Anillos de los Árboles, en la Universidad de Arizona. En Europa, fue el botánico Bruno Huber quien comenzó a desarrollar esta disciplina durante la primera mitad del siglo XX, pero pasaron más de 30 años de la fundación del primer laboratorio para que en el resto del mundo se establecieran institutos semejantes.[cita requerida]
Debido a la escasez y la discontinuidad de la base de datos meteorológicos, su búsqueda lo llevó a indagar períodos en las secuencias de la anchura de los anillos que tuviesen relación con la actividad solar en la formación de las manchas solares; descubrió entonces, en 1901, una posible relación entre los factores climáticos y el crecimiento radial de los árboles. Observó que era posible determinar incluso el año calendario exacto a aquellas muestras de edad desconocida, correlacionándolas con una cronología–anchura de anillos fechada previamente.[cita requerida]

## Diferentes disciplinas
La dendrocronología resulta compuesta por numerosas sub-disciplinas, según la información que se quiere obtener de las series dendrocronológicas.

### Dendroarqueología
Se encarga de fechar el último anillo formado en maderas arqueológicas para determinar, por ejemplo, el año exacto en el cual un árbol fue abatido, transportado, trabajado y usado en la construcción de edificios u objetos. En muchos casos es una herramienta complementaria que permite verificar si los demás elementos hallados en ciertos sitios históricos han sido bien fechados.

### Dendroecología
Utiliza anillos de crecimiento fechados para estudiar problemas ecológicos y ambientales. La información que brindan las cronologías de anchos de anillos se pueden aplicar al estudio de eventos ecológicos específicos; trastornos pasados del bosque y su significado (ej. ataque de plagas, incendios); identificación de variaciones en la población animal relacionadas con el clima y comportamiento de dichos animales, entre otras.
Según Schweingruber, la dendroecología incluye todas las ramas de la ciencia involucradas en reproducir algún tipo de información ambiental a partir de secuencias de anillos de árboles, dentro del campo de la climatología, hidrología, geomorfología, glaciología, nivología, etcétera.

### Dendrohidrología
Utiliza anillos anuales datados para estudiar y fechar problemas hidrológicos, tales como el caudal de los ríos, los cambios de nivel de agua en lagos y embalses, y la historia de las inundaciones.

### Dendrogeomorfología
A partir de anillos de crecimiento estudia procesos geomorfológicos tales como movimientos y deslizamientos de terreno, procesos de solifluxión, etcétera.

### Dendroclimatología
El objetivo de esta disciplina, la más desarrollada dentro de la dendrocronología, es estudiar y reconstruir el clima del pasado y del presente, a partir de secuencias de anillos de árboles. Harold C. Fritts es un clásico en el estudio de la dendrocronología aplicada a las reconstrucciones climáticas; una de sus mayores contribuciones es el libro Tree Rings and Climate. Otro gran referente es Edward Cook, quien desarrolló en su tesis de doctorado los modelos estadísticos basados en series temporales de anillos de árboles.
Luego Richard Holmes se encargó de elaborar los programas de computadora para la manipulación de los datos sobre la base de los modelos estadísticos de Cook. Una gran diferencia con otras ciencias que analizan datos paleoclimáticos es la precisión que se logra al llegar a la fecha exacta en que ocurrió el suceso en cuestión. Indudablemente el trabajo de Cook y Holmes ha contribuido sustancialmente a la precisión y sencillez de esta técnica.

## Metodología dendrocronológica
Para analizar los anchos de anillos, se utilizan muestras de barreno, extraídas a una altura de 1,30 m y rodajas. Luego las muestras se dejan en el laboratorio de manera tal que lleguen a un equilibrio con las condiciones higrotérmicas del ambiente. Las muestras, en un segundo momento, se ponen en una porta-muestra con los anillos perpendiculares al plano de soporte y luego se lijan, de manera tal que se puedan evidenciar los anillos.
La lectura de los anillos se efectúa siempre en dirección radial, desde el cámbium hacia el interior. Las lecturas de las muestras se definen como «cronología elementales». A fin de verificar la precisión de la lectura y para relevar la presencia de anomalías xilológicas, como anillos faltantes o falsos anillos, las cronologías elementales se confrontan a través de procesos de sincronización visual y estadística: a esto se denomina «cofechado», principio básico de la dendrocronología y técnica que asegura que a cada anillo se le ha dado la fecha exacta de su formación.
Se logra ajustando patrones de anillos anchos y estrechos entre tarugos del mismo árbol y de árboles del mismo sitio o región. Una vez que las cronologías elementales presenten un buen grado de sincronización, se puede proceder con el análisis de las mismas. Luego las cronologías se promedian aritméticamente a fin de obtener una cronología representativa del sitio examinado.

## Desarrollo de la dendrocronología en las últimas décadas
Antes de describir algunos ejemplos de los diferentes aportes de esta disciplina, es conveniente resaltar el aumento en la importancia de la misma en los últimos tiempos. Una de las formas de apreciar este aumento es tomar en cuenta la cantidad de publicaciones en revistas científicas del mundo. Se observa un crecimiento exponencial con una magnitud de 3,5 veces más publicaciones que en la década de 1970, estabilizándose en las últimas dos décadas en 300 a 350 publicaciones científicas por año. En Sudamérica este aumento comenzó algo más tarde, durante 1980 y 1990, cuando comenzaron a formarse muchos dendrocronólogos en Chile y Argentina y por lo tanto las investigaciones en temas dendrocronológicos y el número de publicaciones crecieron exponencialmente.

### Cronologías de miles de años
El avance en el conocimiento de la técnica y la existencia de algunas especies muy longevas han permitido elaborar extensas cronologías a partir de los anillos de crecimiento. El pino de conos erizados: Pinus longaeva y P. aristata (bristlecone, en inglés) es la especie más longeva del mundo. Crece en California, Estados Unidos. Es de crecimiento lento y gran productor de resina, lo cual le confiere gran resistencia a hongos y por lo tanto buena conservación. Usando esta especie se ha logrado elaborar cronologías superiores a 8 000 años.

### Reconstrucción climática
Gracias a la dendrocronología ha sido posible reconstruir las variaciones climáticas a lo largo de los últimos siglos, herramienta muy valiosa sobre todo en América del Sur donde, debido a problemas estructurales, los registros climáticos no cubren todo el territorio y no abarcan gran extensión temporal.
Por ejemplo, a partir de cronologías de la segunda especie más longeva del mundo, Fitzroya cupressoides (alerce), endémica del sur de Chile y Argentina, se realizó la reconstrucción de temperatura más larga publicada hasta la fecha: 3 622 años.
Gracias a esta reconstrucción se pudieron datar, además, incendios y turnos de cortas de esta especie, contribuyendo así a su conservación, explotada por años debido a su gran valor maderero.

### Manejo sostenible
La dendrocronología resulta además una herramienta muy útil en los estudios de manejo forestal sustentable. A diferencia de la metodología de las PPM (parcelas permanentes de muestreo), la dendrocronología permite obtener, de manera fácil, a corto plazo y económica, datos sobre el incremento anual de crecimiento más precisos que la simple toma, a lo largo de los años, de los valores de diámetro de troncos. De esta manera es posible calcular la velocidad de crecimiento radial y deducir entonces los volúmenes aprovechables de madera por hectárea y los turnos de corta.

### Isótopos
Comparando la relación 12C/13C (carbono 12/carbono 13) en anillos de crecimiento, se puede analizar la eficiencia de las plantas en el uso de agua en años sucesivos. La relación 16O/18O (oxígeno 16/oxígeno 18) comparada con 12C/13C permite deducir, por ejemplo, si un aumento en la eficiencia en el uso de agua está relacionado con un incremento en la tasa fotosintética del período estudiado.
Otra de las aplicaciones es la relación H–D (hidrógeno–deuterio), que posibilita conocer la fuente de agua que una especie está utilizando, por ejemplo si absorbe agua freática (subterránea) o agua superficial, en diferentes años.

### Aporte a la bioclimatología
La dendrocronología permite, además, una nueva localización de franjas bioclimáticas altitudinales y espaciales, gracias a la relación existente entre crecimiento radial y factores climáticos. En Europa se han desarrollado varios estudios, en Fagus sylvatica L., que históricamente presenta buena respuesta al clima.
Generalmente, se acepta que la franja altitudinal del bosque está determinada por la temperatura de la estación de crecimiento, pero estudios en regiones subtropicales de Argentina sugieren que, en estas latitudes, las precipitaciones pluviales controlan el crecimiento en altitudes elevadas.

### Proxy – teledetección – NDVI
En años recientes, además, la dendrocronología ha sido utilizada como un «proxy» valioso para la reconstrucción de variaciones de la biomasa y de la productividad primaria, en un marco de estudio sobre el cambio climático global o acerca de variaciones en los últimos decenios del estado de la vegetación. Gracias al uso de índices verdes como el NDVI (índice de vegetación de diferencia normalizada), las relaciones encontradas entre crecimiento y clima así como productividad y clima han permitido reconstruir hacia el pasado las variaciones del NDVI, que se pueden medir solo por las últimas dos o tres décadas en virtud de disponibilidad de imágenes satelitales relativas al mismo período.

## Desafíos
Una de las limitaciones de esta técnica es encontrar especies que formen anillos con resolución anual, donde sea posible distinguir los anillos anuales y poder así fechar correctamente las muestras y construir cronologías. Aunque en regiones templadas hay árboles que no forman anillos, esto es especialmente difícil en zonas tropicales húmedas debido a la uniformidad climática anual. No obstante, existen evidencias científicas de muchas especies de árboles tropicales que forman anillos de crecimiento anual, más aún, han sido estudiadas para estudiar el clima o la dinámica de los bosques tropicales (Swietenia macrophylla, Simarouba amara, Cordia alliodora, Rhizophora mangle, por citar solo unas pocas).

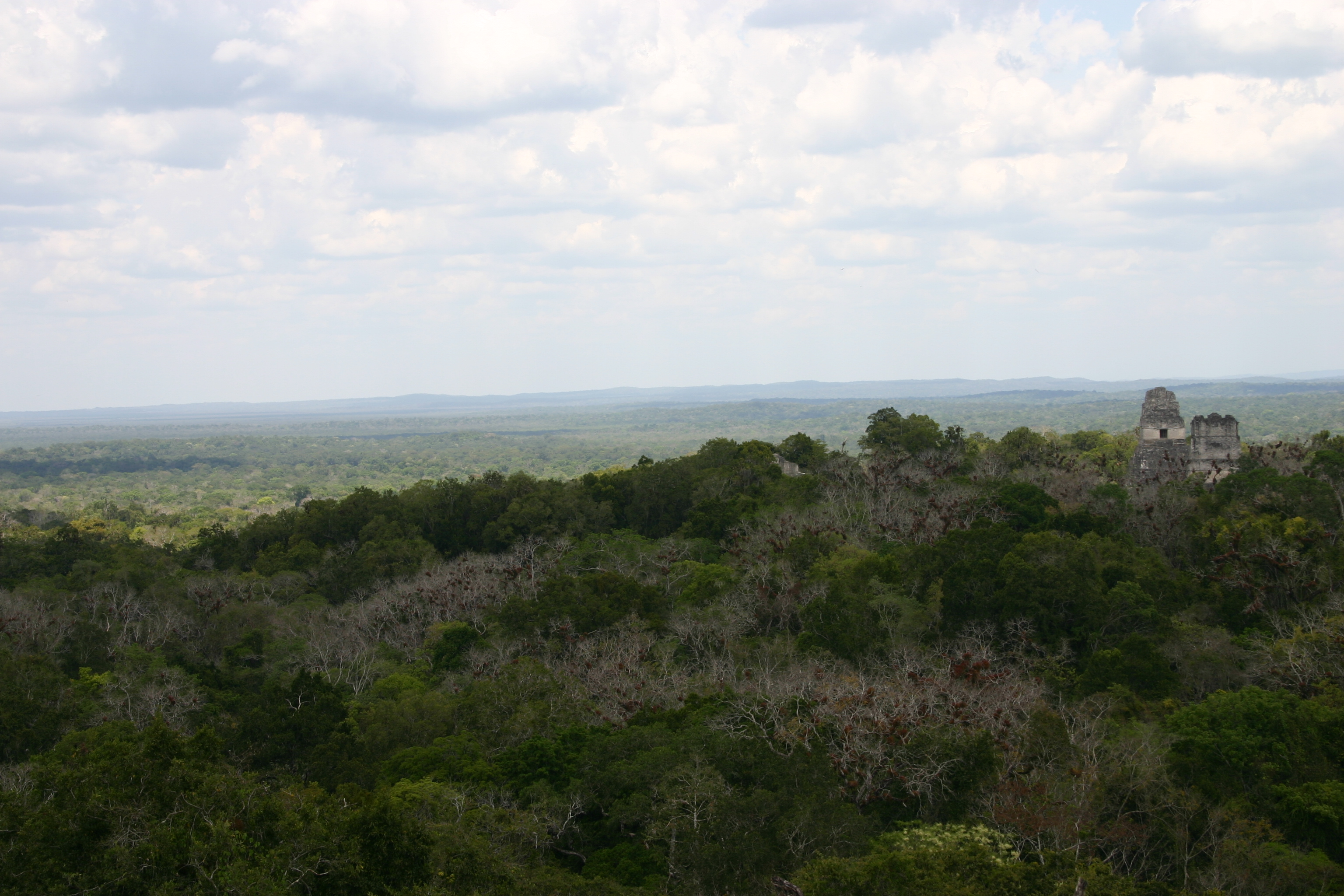
Bosque tropical en Tikal, Guatemala.

En regiones tropicales y subtropicales áridas (particularmente en el Altiplano Andino) se ha logrado desarrollar recientemente cronologías extensas y con marcada señal climática, a partir de Polilepys tarapacana.
Es importante incluir más especies y sitios en estas regiones, para comparar con registros del resto del continente y entender mejor los regímenes de precipitación y fenómenos de circulación atmosférica.
Por último, si bien existe una gran cantidad de estudios en zonas templadas y subtropicales, hay todavía muchas regiones donde no se han realizado cronologías a partir de anchos de anillos, principalmente en el hemisferio Sur.
Incluso en regiones donde se disponen de algunas reconstrucciones se hace necesario extender los registros existentes a fin de poder entender mejor los procesos involucrados. Las especies arbustivas leñosas son de interés en zonas más áridas o con escasez de árboles; avances en este sentido son también necesarios debido a la poca importancia que se ha dado a estas especies. Resulta de gran interés ampliar los estudios dendroecológicos a fin de entender mejor la relación entre los procesos fisiológicos y la señal que manifiestan los anillos, para poder comprender además la estabilidad de esta señal en el tiempo.
Los anillos reflejan mejor su historia y la de su ambiente en la estación de crecimiento, por lo tanto la información de lo sucedido durante la estación fría es menos confiable. Esta técnica tiene resolución anual, es decir que se hace mucho más difícil estudiar o analizar sucesos mensuales. Surgen además otras limitaciones pero no provienen de la técnica misma como la necesidad de obtener muestras de parques nacionales, sobre todo cuando es necesario muestrear rodajas enteras (ej. algarrobo). Otra dificultad es representada por las características de la madera, a veces muy dura y que exige utilizar herramientas como motosierra o barreno a motor.

## Para saber más
- http://tree.ltrr.arizona.eduelorim/basic.html (enlace roto disponible en Internet Archive; véase el historial, la primera versión y la última).
- https://web.archive.org/web/20110917043357/http://web.utk.edu/~grissino/ltrs/lectures/dendro%20history.ppt
- https://web.archive.org/web/20100723002327/http://www.dendro-avenidas.es/
- http://www.pages.unibe.ch/science/...sa/.../Lopez%20Callejas_PAGES.ppt (enlace roto disponible en Internet Archive; véase el historial, la primera versión y la última)..
- https://web.archive.org/web/20101011094039/http://www.pages.unibe.ch/science/lotred-sa/data/AbstractsMalargueMeetingOct2006.pdf
- https://web.archive.org/web/20090824235140/http://www.plantbio.ohiou.edu/dendro/
- http://www.springerlink.com/content/307429k11rtg3144/;http://www.sciencedirect.com/science?_ob=ArticleURL&_udi=B6W87-4W14HRS-3&_user=10&_rdoc=1&_fmt=&_orig=search&_sort=d&_docanchor=&view=c&_searchStrId=982742935&_rerunOrigin=scholar.google&_acct=C000050221&_version=1&_urlVersion=0&_userid=10&md5=0fc716e338b7923939d641618c09837b (enlace roto disponible en Internet Archive; véase el historial, la primera versión y la última).
- https://web.archive.org/web/20140423164149/http://www.unitus.it/dipartimenti/daf/dendro/pubblicazioni/AO_PiovesanEtal_2005.pdf
- https://web.archive.org/web/20140315152219/http://www.wsl.ch/dbdendro/glossary
- https://www.efeverde.com/noticias/dendrocronologia-estudiar-a-los-testigos-mas-longevos-del-planeta/ Dendrocronología, estudiar a los testigos más longevos del planeta